# Красивогілочник
Красивогілочник (Callicladium) — рід мохів родини Hypnaceae. Раніше він містив лише один вид, Callicladium haldanianum, але тепер він містить кілька.